# Raymix
Raymix, pseudonimo di Edmundo Gómez Moreno (Villa Nicolás Romero, 17 febbraio 1991), è un cantante e compositore messicano.

## Biografia
Nato in una famiglia di musicisti, si è fatto conoscere con Oye mujer, ricompensato sia con un Bilboard Latin American Music Award che con un Latin American Music Award, il cui successo gli ha fruttato un contratto con l'Universal, oltre a superare la soglia del milione di unità certificate tra Messico e Stati Uniti d'America. Attraverso l'etichetta è stato messo in commercio l'album omonimo, certificato platino dalla AMPROFON e doppio platino dalla RIAA; lo stesso disco ha prodotto un ulteriore brano di moderato successo, intitolato Dónde estarás, che ha accumulato tre certificazioni di platino.
Te voy a conquistar, trainato da una collaborazione con Paulina Rubio, è stato pubblicato nel gennaio 2022 come secondo LP.

## Discografia

### Album in studio
- 2018 – Oye mujer
- 2022 – Te voy a conquistar
- 2023 – Mi otra mitad
- 2024 – Canto de un ángel

### Album di remix
- 2025 – Raymixes

### EP
- 2019 – Fake Lover
- 2021 – Oye mujer
- 2021 – Traviesa
- 2021 – Cumbia

### Raccolte
- 2021 – Cumbias para bailar
- 2023 – The Best Of
- 2024 – Cumbias de verano

### Singoli
- 2018 – Oye mujer (con Juanes)
- 2019 – Tú eres la razón
- 2020 – Tú y yo (con Paulina Rubio)
- 2020 – Olvídame tú (con ICC)
- 2020 – Masoquista (con Juan Solo)
- 2020 – Y se dio (con Juan Magán)
- 2020 – Llámame
- 2020 – Prisionero (de la cumbia) (con Gepe)
- 2021 – Traviesa (con Horacio Palencia e Aczino)
- 2021 – Espacial
- 2021 – No pienso caer
- 2022 – Supernova
- 2022 – Desvelo (con C-Kan)
- 2022 – Corazón enamorado (con Alberto Pedraza)
- 2022 – Nada
- 2022 – Cruda (con María León)
- 2022 – Para levantarme del suelo (con Patricia Manterola)
- 2022 – 55 (con Chiquis)
- 2022 – El final de nuestra historia (con Grupo Quintanna)
- 2022 – Los caminos del amor
- 2023 – 3 minutos (con Mariana Seoane)
- 2023 – Adicto a tu cuerpo (con Gera Demara)
- 2023 – Imposible
- 2023 – Amor tóxico (con Grupo K-L)
- 2023 – La custodia
- 2023 – Si amas algo déjalo ir (con Oliver Contreras)
- 2023 – ¡No pasa nada! (con Marama)
- 2023 – Bailando (con Pirata)
- 2024 – Ay qué dolor (con Saulo)
- 2024 – Secreto de amor
- 2024 – No hay vida sin ti
- 2025 – Gritaría
- 2025 – Paloma ajena
- 2025 – La inconforme (con Grupo G)
- 2025 – Vienes y te vas (con Los Askis)
- 2025 – ¿Dónde estás? (con Alcalde La Sonora)